# Kattipparuthi
Kattipparuthi  es una ciudad censal situada en el distrito de Malappuram en el estado de Kerala (India). Su población es de 40318 habitantes (2011). Se encuentra a 19 km de Malappuram y a 56 km de Kozhikode

## Demografía
Según el censo de 2011 la población de Kattipparuthi  era de 40318 habitantes, de los cuales 19407 eran hombres y 20911 eran mujeres. Kattipparuthi tiene una tasa media de alfabetización del 94,57%, superior a la media estatal del 94%. la alfabetización masculina es del 96,21%, y la alfabetización femenina del 93,08%.